# Take Me Out to the Ball Game (canción)
Take Me Out to the Ball Game es una canción de 1908 escrita por Jack Norworth y musicalizada por Albert von Tilzer. Es la melodía más popular en el mundo del béisbol de los Estados Unidos. La grabación original cantada por Edward Meeker fue ingresada a la Biblioteca del Congreso de este país en el año 2011. 

## Historia
Mientras realizaba un viaje por subterráneo de Manhattan a Nueva York, el compositor Jack Norwoth observó un letrero en la estación en el que se leía «Juego de béisbol este día - Polo Grounds». Esto fue suficiente inspiración para que comenzara a escribir la letra de una canción en un sobre de papel. Terminada la composición se la mostró a Albert von Tilzer quien musicalizó la letra a ritmo de vals y para el 2 de mayo de 1908  fue presentada al Departamento de Propiedad Intelectual de Nueva York. Cabe anotar que ninguno de los dos era  fanático al béisbol.
La York Music Company, propiedad de von Tilzer, lanzó la canción y pronto comenzó a ser conocida entre los teatros de variedades. Con el tiempo se escuchó en los parques de pelota y llegó a la misma Serie Mundial de 1934.
En esos años era entonada ocasionalmente tanto en los encuentros de las Grandes Ligas como a nivel amateur. Para 1971 el narrador Harry Caray la cantaba dentro de su cabina de transmisión en el estadio Comiskey Park de los White Sox de Chicago durante el tradicional descanso al caer la parte alta del séptimo episodio, y había quienes le acompañaban. Ya en 1976 la interpretaba  con sonido acústico por lo que se convirtió en una tradición de allí en adelante. Para 1982 el  narrador se trasladó a la sede de los Chicago Cubs, el Wrigley Field, donde llevó también su «espectáculo». Como los juegos de los Cubs eran transmitidos a nivel nacional por la compañía WGN, los otros parques de pelota de las Grandes Ligas retomaron la melodía con sus variantes.
Pese a que la pieza fue opacada tras los atentados del 11 de septiembre de 2001, en favor de la canción patriótica «God Bless America», no ha dejado de interpretarse, especialmente en el Wrigley Field donde son invitadas reconocidas personalidades para cantarla en memoria de Harry Caray.
Sea en variante instrumental o entonando la letra de la canción, el estribillo es la parte de la composición más interpretada:
| Take me out to the ball game, Take me out with the crowd. Buy me some peanuts and Cracker Jack, I don't care if I never get back, Let me root, root, root for the home team, If they don't win it's a shame. For it's one, two, three strikes, you're out, At the old ball game. | Llévame al juego de pelota, Llévame con la multitud. Cómprame cacahuates y Cracker Jack, No me importa si nunca regreso, Déjame apoyar a nuestro equipo, Si no ganan es una pena. Porque al primer, segundo, y tercer strike, estás out, En el viejo juego de pelota. |

Se conocen dos versiones de la letra de la canción: la de 1908 y la del año 1927. El año 2011 la grabación original cantada por Edward Meeker junto a la Orquesta Edison fue incorporada a la Biblioteca del Congreso para su preservación por su importancia cultural, histórica y estética, aparte que se considera el himno «no oficial» del béisbol en los Estados Unidos.

## Letra
En la versión original de «Take me Out to the Ball Game» la protagonista es Katie Casey, una fanática del béisbol, a quien un día sábado su novio le pregunta si desea asistir al teatro. Ella por el contrario le sugiere ir al parque de pelota para apoyar al equipo local, juntarse con la hinchada y también degustar golosinas. Ella vive el béisbol, pues conoce los nombres de los peloteros, gasta mucho dinero para asistir a los juegos y critica cualquier mala decisión del árbitro.